# Georges Duhamel
Georges Duhamel född 30 juni 1884 i Paris, död 13 april 1966 i Valmondois, var en fransk författare.

## Biografi
Duhamel började studera medicin 1902 och utförde under första världskriget som kirurg mer än 1500 operationer. Tillsammans med Charles Vildrac, Jules Romains med flera grundade han det konstnärliga kollektivet L'Abbaye, vars medlemmar kallade sig unanimiester efter Romains diktsamling La vie unanime. Kretsens konstnärliga program avsåg främst att ersätta den individuella psykologin med en kollektiv genom att skildra inte det egenartat personliga utan det gemensamma gruppmedvetandet hos människan.
För Duhamel själv betydde dock dessa teorier ett övergående experiment, som knapp ens satte några djupare spår i hans första diktsamlingar, Des legendes, des batailes (1907), L'himme en tête (1909), och Selon ma loi (1910). Efter ett par skådespel, bland annat La lumière (1911, uppfört i Stockholm 1921), samt lågra litteraturkritiska essayer utgav han under kriget de två krigsböcker, som framför allt gjorde hans namn känt; La vie des martyrs (1917, utgiven under pseudonymen Denis Thévenin) och Civilisation (1918, belönad med Prix Goncourt). De innehåller korta novellistiska anteckningar från krigslasaretten och är i all sin kärva och nyktra ton en av de skarpaste och mest indignerade protester mot kriget som skrivits. 
Samma universella människokärlek kom att prägla även Duhamels fortsatta liv och författarskap. Bland annat var han efter kriget en av de ivrigaste förkämparna för återknytandet av de andliga förbindelserna med de forna fienderna. Bland hans många senare arbeten märks främst Confession de minuit (1920), Deux hommes (1924, svensk översättning Två män), samt Journal de Salavin (1927). Bland övriga verk och skrifter kan nämnas La possession du monde (1922), där han framlagt sin livsfilosofi, samhällssatiren Lettres au Patagon (1926), romanen La pierre d'Horeb, samt novellsamlingarna Les hommes abandonnés (1919) samt Les sept dernières plaies (1928).
Han valdes in i Franska akademien 1935.